# Guilarte
Il monte Guilarte è una montagna di Porto Rico alto 1.204 metri s.l.m. La montagna si trova nella Cordillera Central, nel comune di Adjuntas.